# Lucian Kieser
Lucian Alex Kieser (* 19. Februar 1979 in Timișoara, Rumänien) ist ein ehemaliger deutscher Basketballspieler. Der 2,03 Meter große Innenspieler stand unter anderem in Diensten der Bundesligavereine SV Oberelchingen und MTV Gießen.

## Laufbahn
Der in Rumänien geborene Kieser, der zunächst bei Lotus München und in der Reserve von Brandt Hagen spielte, gab im Spieljahr 1998/99 im Hemd des SV Oberelchingen seinen Einstand in der Basketball-Bundesliga. Er wechselte im Laufe der Spielzeit zum TV Lich und erreichte mit dem Zweitligisten den Aufstieg in die Bundesliga. Er spielte dann beim MTV Gießen. Bis 2002 bestritt er insgesamt 32 Bundesliga-Spiele. Während er in Gießener Diensten stand, wurde Kieser mit einem Zweitspielrecht auch beim TV Lich in der 2. Basketball-Bundesliga eingesetzt, ab dem Jahr 2003 war er ausschließlich für Lich aktiv und war Leistungsträger der Mannschaft.
2004 wechselte Kieser innerhalb der 2. Bundesliga zum TSV Crailsheim. Im Anschluss an die Saison 2004/05 wurde er vom Internet-Basketballdienst eurobasket.com zum besten deutschen Spieler des Spieljahres gekürt.
2007 verließ er Crailsheim und wechselte zum spanischen Zweitligisten Farho Gijón, im Laufe der Saison 2007/08 wurde er an den Viertligaverein Bahia de Mazarron weitergereicht.
Nach seiner Rückkehr nach Deutschland stand Kieser 2008/09 in Diensten der Uni-Riesen Leipzig in der Regionalliga sowie anschließend von 2009 bis Dezember 2011 erneut für Crailsheim, inzwischen in der 2. Bundesliga ProA.